# Machaerina scirpoidea
Machaerina scirpoidea är en halvgräsart som först beskrevs av Ernst Gottlieb von Steudel, och fick sitt nu gällande namn av Tetsuo Michael Koyama. Machaerina scirpoidea ingår i släktet Machaerina och familjen halvgräs. Inga underarter finns listade i Catalogue of Life.